# Luana Ross
Luana Ross és una sociòloga nativa americana membre de la tribu reconeguda federalment flathead. Va rebre la llicenciatura de la Universitat de Montana el 1979, i el doctorat en la Universitat d'Oregon el 1992. Des de 1999 ha estat membre del departament d'estudis femenins de la Universitat de Washington. Ross també és autora de Inventing the Savage: The Social Construction of American Criminality, publicat el 1998, sobre la situació de les dones ameríndies en el sistema penitenciari.
En gener de 2010 fou nomenada presidenta del Salish Kootenai College, de manera efectiva des de juliol d'aquell any.